# Bonny-sur-Loire
Bonny-sur-Loire ist eine französische Gemeinde mit 1.851 Einwohnern (Stand: 1. Januar 2022) im Département Loiret in der Region Centre-Val de Loire. Sie gehört zum Kanton Gien im Arrondissement Montargis. Die Einwohner werden Bonnychons genannt.

## Geographie
Bonny-sur-Loire liegt dem Namen entsprechend am östlichen Ufer der Loire mitten im Weinbaugebiet des Coteaux du Giennois. Hier erreicht der Fluss Cheuille das Loiretal, verläuft aber noch rund fünf Kilometer parallel, ehe er in die Loire einmündet. Umgeben wird Bonny-sur-Loire von den Nachbargemeinden Ousson-sur-Loire im Norden und Nordwesten, Dammarie-en-Puisaye im Norden und Nordosten, Batilly-en-Puisaye im Nordosten, Thou im Osten, Neuvy-sur-Loire im Süden und Südosten, Beaulieu-sur-Loire im Süden und Westen sowie Châtillon-sur-Loire im Nordwesten.
Durch die Gemeinde führen die Autoroute A77 sowie die früheren Routes nationales 7 (heutige D2007), 65 (heutige D965) und 726 (heutige D926).

## Bevölkerungsentwicklung
| Jahr      | 1962 | 1968 | 1975 | 1982 | 1990 | 1999 | 2006 | 2018 |
| Einwohner | 1605 | 1701 | 1778 | 1830 | 1921 | 1924 | 2032 | 1909 |

## Sehenswürdigkeiten

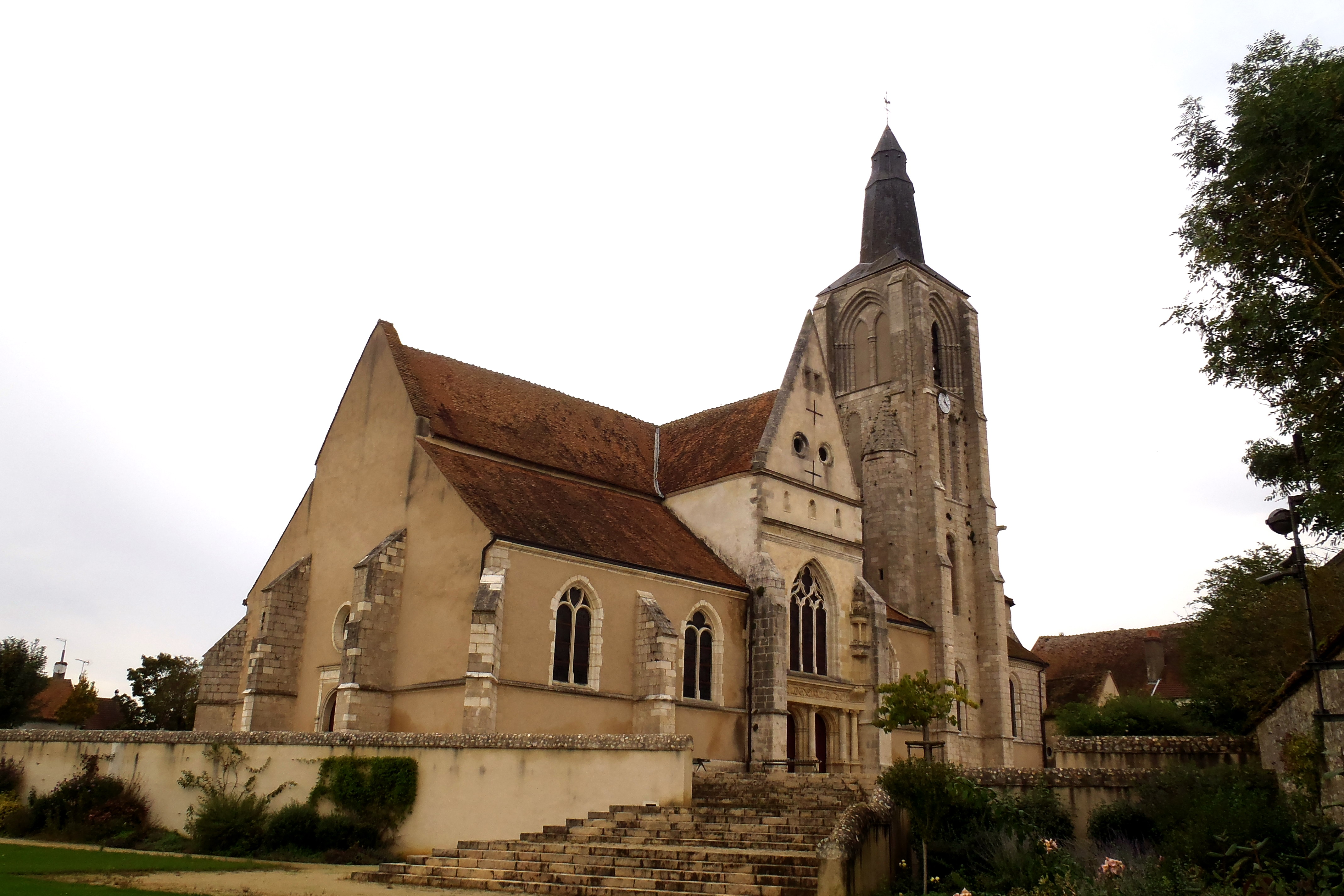
Kirche Saint-Aignan

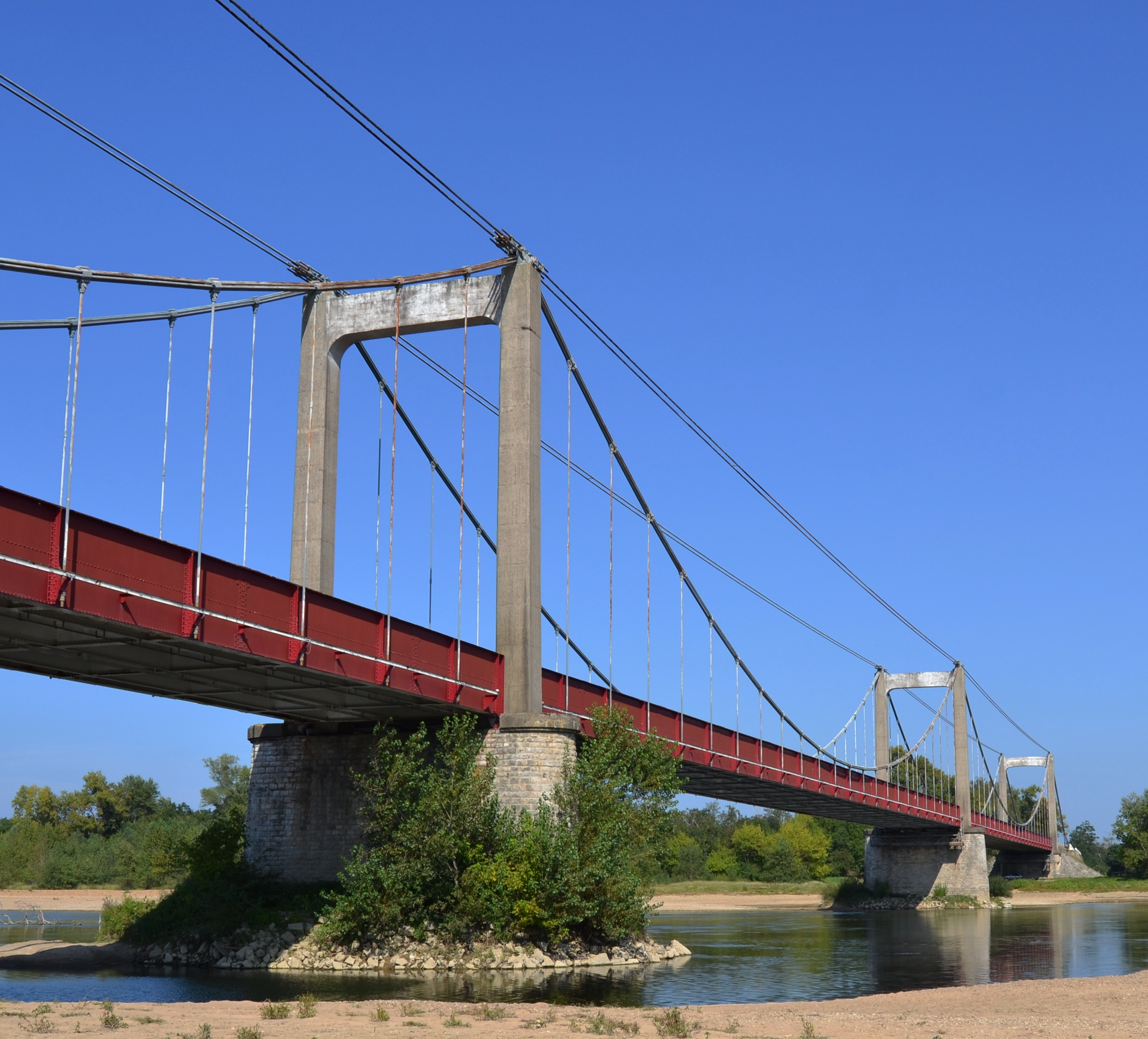
Hängebrücke über die Loire

- Kirche Saint-Aignan aus dem 12. Jahrhundert, im 15. und 16. Jahrhundert umgebaut, seit 1984 Monument historique
- Hängebrücke über die Loire, 1899 bis 1902 erbaut